# Соціал-демократична партія Азербайджану
Соціал-демократична партія Азербайджану (азерб. Azerbaycan Sosial-Demokrat Partiyası) — політична партія в Азербайджані, офіційно створена 27 червня 1990.

## Історія
Соціал-демократична партія Азербайджану (СДПА) бере свій початок із «Клубу друзів Віллі Брандта», який було організовано на початку 1970-х років. Цю групу було створено студентами юридичного факультету та факультету сходознавства Азербайджанського державного університету. Офіційною метою групи була пропаганда східної політики тодішнього канцлера Німеччини Віллі Брандта, а насправді вивчались витоки соціал-демократії, й були групою соціал-демократичної спрямованості.
Перші мітинги у Баку 16-18 травня 1988 року були організовані Соціал-демократичною групою, мета мітингів — справедливе розв'язання проблеми Нагірного Карабаху й демократизації країни.
10 грудня 1989 року група оголосила себе політичною партією. Це була перша політична партія, створена у сучасному Азербайджані. 27 червня 1990 року вона пройшла реєстрацію у Міністерстві Юстиції Азербайджанської Республіки й таким чином стала першою офіційно зареєстрованою політичною партією (окрім КПРС) у СРСР.
У виборах до Верховної Ради Азербайджану у 1990 році три кандидати СДПА здобули депутатські місця, але їхні результати було скасовано. У 1991 році голова СДПА Араз Алізаде був обраний до Верховної Ради Азербайджану, того ж року він увійшов до Ради Оборони Азербайджанської Республіки.
У 1990 році Алізаде брав участь у роботі Міжнародної конференції у Празі «Мирний шлях до демократії». У 1991 році СДПА було запрошено як гостя на Конференцію Соцінтерну, що проходив у Стамбулі. З тих пір СДПА — активний член Соцінтерну, нині є консультативним членом даної організації.
Із дня створення СДПА її головою, а з 1995 року співголовою партії є Араз Алізаде. У 1995 році в СДПА створено інституцію співголів. У 1995—2000 роках співголовою СДПА був З. Алізаде, з 2003 року — перший президент Азербайджану Аяз Муталібов.
Останній, XI з'їзд СДПА відбувся 27 вересня 2008 року. На ньому було обрано двох співголів, вісім заступників та 24 членів ЦК.